# Epidendrum insulanum
Epidendrum insulanum är en orkidéart som beskrevs av Rudolf Schlechter. Epidendrum insulanum ingår i släktet Epidendrum och familjen orkidéer. IUCN kategoriserar arten globalt som nära hotad.
Artens utbredningsområde är Costa Rica. Inga underarter finns listade i Catalogue of Life.